# Església de Santa Maria de l'Alba
L'Església de Santa Maria de l'Alba és una obra de Tàrrega (Urgell) protegida com a bé cultural d'interès nacional, en la categoria de Monument Històric. Fou erigida entre 1672 i 1742, tot cenyint-se al disseny realitzat prèviament per l'arquitecte Josep de la Concepció, el qual fou altament influenciat pels corrents neoclàssics propis del context en què visqué.

## Descripció

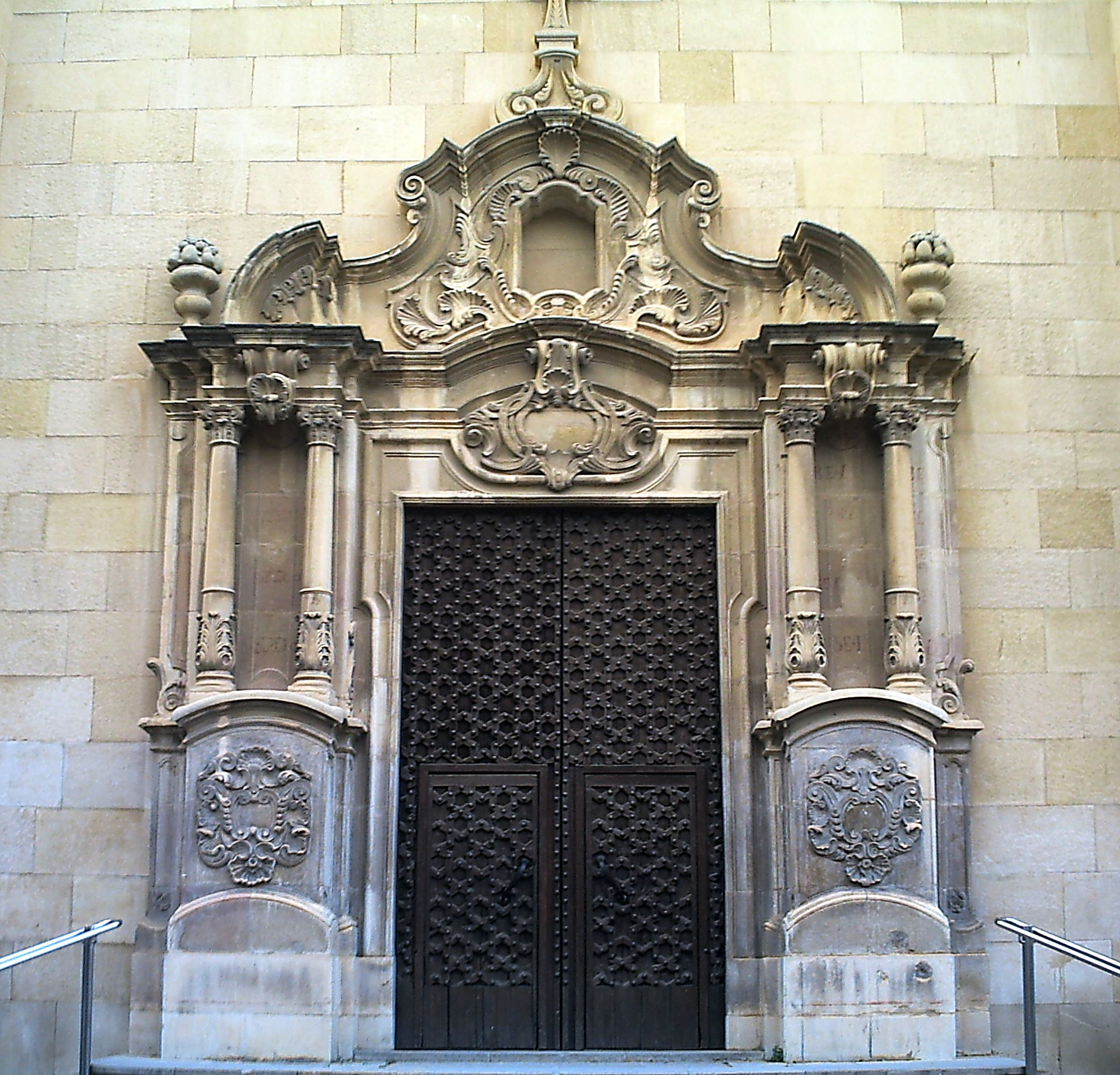
Portada de l'església.

L'edifici de Santa Maria és d'una sola nau amb capelles laterals intercomunicades, dins de la tipologia anomenada jesuítica (derivada del Gesú de Vignola a Roma) que a Catalunya, però, era ja usual des d'època gòtica.
La coberta-una volta de canó amb llunetes que arrenca d'un entaulament- recolza sobre pilastres gegants entre les quals s'obren els arcs de mig punt d'accés a les capelles laterals. Sobre els arcs, al llarg de la nau hi ha una tribuna. Una cúpula de mitja taronja amb nervis, sobre un tambor amb vuit finestres alternades amb parelles de pilastres, s'alça sobre el creuer, el projecte inicial concebia la cúpula sobre petxines.
Al cos principal de l'edifici fet entre el 1672 i el 1696, hom li afegí dues capelles-la dels Dolors (1704) i la del Roser (1724), que havien estat projectades també per Fra Josep (mort ja el 1690). Allà trobem la talla policromada de la Mare de Déu, del segle XVIII- XIX.
La façana si bé seguí la composició originària en tres cossos -que corresponen a la nau central i a les capelles laterals, no es resolgué segons el concepte de retaule setcentista sinó que s'acabà molt posteriorment, ja dins del segle xx, amb una portada del segle xviii, atribuïda a Pere Costa. Segons el projecte inicial de Fra Josep, el campanar, semblant al de Vilanova i la Geltrú, havia de tenir un cos més. Sobre una base quadrangular s'alça un doble cos de planta vuitavada acabat amb balustrada i pinacles.
A la porta lateral, el portal de Cervera, hi ha una fornícula amb la Mare de Déu de Cervera a dins, realitzada en pedra porosa. Va ser realitzada al segle xvii.
L'interior del temple està decorat, gairebé de forma íntegra, amb les pintures murals al fresc de Jaume Minguell i Miret (Tàrrega, 1922-1991) i del seu fill Josep Minguell i Cardenyes (Tàrrega,1959).
Els murals al fresc van ser realitzats pels pintors al llarg del període que va de 1958 a 2022.
Jaume Minguell Miret va decorar, desde 1958 fins al 1965, la capella de la Verge de Montserrat, la capella de la Verge dels Dolors, el mur d'accés a la capella de la Verge dels Dolors, l'altar de Sant Josep, l'altar de la Puríssima, i, el Baptisteri.
Durant el període comprés entre 2004 i 2022, Josep Minguell Cardenyes realitza les pintures murals al fresc que decoren els murs del transsepte, les voltes de la nau central, i, el presbiteri, el qual va ser inaugurat el maig del 2022.
Fonts documentals de l'any 1922 fan referència a les intervencions realitzades a l'ésglésia per part de qui fou el primer artista de la nissaga, Josep Minguell i Gené (Tàrrega 1885 -1956), pintor decorador. Concretament, a l'altar de sant Esteve, desparegut a causa de les reformes que es van realitzar a l'església quan es va reformar la capella de la Verge dels Dolors, a principis dels anys seixanta.

## Història
L'església de Santa Maria de l'Alba, projectada per Fra Josep de la Concepció, conegut com el Tracista, fou construïda de nova planta al mateix indret de l'antiga església. Les traces originals, datades el 1672, es conserven encara a l'arxiu municipal i permeten de veure que les obres de Santa Maria de l'Alba seguien força fidelment les directrius de Fra Josep.
Va ser el 14 de febrer de 1672 quan va esfondrar-se el campanar de l'església parroquial (d'estil romànic i més petita), que va quedar greument afectada. En primera instància s'acordà d'adobar immediatament la capella de les Santes Espines, clausurar mitjançant pedra i calç un armari de la sagristia, apuntalar el conjunt de l'edifici, tancar l'arcada restant davant de la rectoria, tapar tots els buits susceptibles de causar danys majors i reforçar la cantonada de l'església propera a l'escala del campanar, mentre es debatia la resolució que calia empendre. La solució va ser edificar un nou temple neogòtic, de dimensions considerables. L'encarregat de fer-la va ser fra Josep de la Concepció, conegut amb el sobrenom el Tracista.